# Sebastián Quezada
Sebastián Quezada es un músico chileno-francés. Hijo de Carlos Quezada y hermano de Víctor Quezada-Pérez.
Sebastián es miembro oficial de la banda chilena Quilapayún desde principios de 2005, aun cuando antes ya había participado en presentaciones del conjunto.
Percusionista de profesión, con estudios en Versalles y en La Habana, Cuba, integró diversos grupos, como el trío francés La Tregua y la agrupación cubana Rumbabierta, además de ser percusionista de Maxime Le Forestier, donde a incursionando también en la composición.[cita requerida]Compuso varias canciones entre ellas Una rumba por la paz y La mariposa fue interpretado por Maxime Leforestier durante unas de sus giras. También es profesor en el conservatorio de gennevillier.

## Discografía
Con Quilapayún
- 2007: Siempre
- 2009: Solistas

## Compositor
Sebastián compuso la letra y música de la canción «Rumba por la paz» del álbum Siempre de Quilapayún. También compuso La mariposa.